# Брандидж, Майлс
Майлс Бра́ндидж (англ. Myles Brundidge; род. 1 июня 1960, Висконсин-Рапидс, Висконсин) — американский кёрлингист.
Участник Зимних Олимпийских игр 1998 и 2002 (играл на позиции второго, команда США заняла соответственно четвёртое и седьмое места). Трёхкратный чемпион США среди мужчин (1995, 1996, 1999).

## Достижения
- Чемпионат США по кёрлингу среди мужчин: золото (1995, 1996, 1999).
- Американский олимпийский отбор по кёрлингу: золото (1997, 2001).

- Лучший кёрлингист года в США (англ. USA Curling Male Athlete of the Year): 1999.

## Команды
| Сезон   | Четвёртый      | Третий          | Второй         | Первый      | Запасной Тренер                    | Турниры                                              |
| ------- | -------------- | --------------- | -------------- | ----------- | ---------------------------------- | ---------------------------------------------------- |
| 1994—95 | Тим Сомервилл  | Майк Шнеебергер | Майлс Брандидж | Джон Гордон | Бад Сомервилл                      | ЧСША 1995 · ЧМ 1995 (4 место)                        |
| 1995—96 | Тим Сомервилл  | Майк Шнеебергер | Майлс Брандидж | Джон Гордон | Дональд Барком (ЧМ)                | ЧСША 1996 · ЧМ 1996 (7 место)                        |
| 1997—98 | Тим Сомервилл  | Майк Пеплински  | Майлс Брандидж | Джон Гордон | Тим Солин (ЗОИ)                    | АООК 1997 · ЗОИ 1998 (4 место)                       |
| 1998—99 | Тим Сомервилл  | Дональд Барком  | Майлс Брандидж | Джон Гордон | Марк Халупцок (ЧМ) Бад Сомервилл   | ЧСША 1999 · ЧМ 1999 (4 место)                        |
| 1999—00 | Derrick Casper | Brad Casper     | Майлс Брандидж | Tom Casper  |                                    | [ 3 ]                                                |
| 1999—00 | Тим Сомервилл  | Майк Шнеебергер | Майлс Брандидж | Джон Гордон | Бад Сомервилл                      | ЧСША 2000 (7 место)                                  |
| 2001—02 | Тим Сомервилл  | Майк Шнеебергер | Майлс Брандидж | Джон Гордон | Дональд Барком (ЗОИ) Бад Сомервилл | АООК 2001 · ЗОИ 2002 (7 место) · ЧСША 2002 (5 место) |

(скипы выделены полужирным шрифтом)

## Частная жизнь
Женат, четверо детей.
Работает на производстве бумаги.
Начал заниматься кёрлингом в 1980, в возрасте 20 лет.